# Fama volat
Fama volat лат. (изговор:фама волат). Глас (гласина) лети (брзо се шири). (Вергилије)

## Поријекло изреке
Ову истину  је обрадио у својим стиховима Вергилије: 
| „ | Фама вирес аквирит еундо, парва мету примо, мокс сесе атолит ин аурас ингредитуркве соло ест капут интер нубила кондит. | ” |

 (лат. Fama vires acquirit eundo, parva metu primo, mox sese attollit in auras ingrediturque solo et caput inter nubile condit)  Фама (гласина) добија снагу ходом (ширећи се), у почетку је мала од страха, ускоро се диже у ваздух (високо) и хода по земљи, а главу крије у облацима.

## Тумачење
Гласина се увијек брже шири од истине, јер има страх да неће стићи-свјесна своје „кратконогости“.